# Fishmongers' Hall

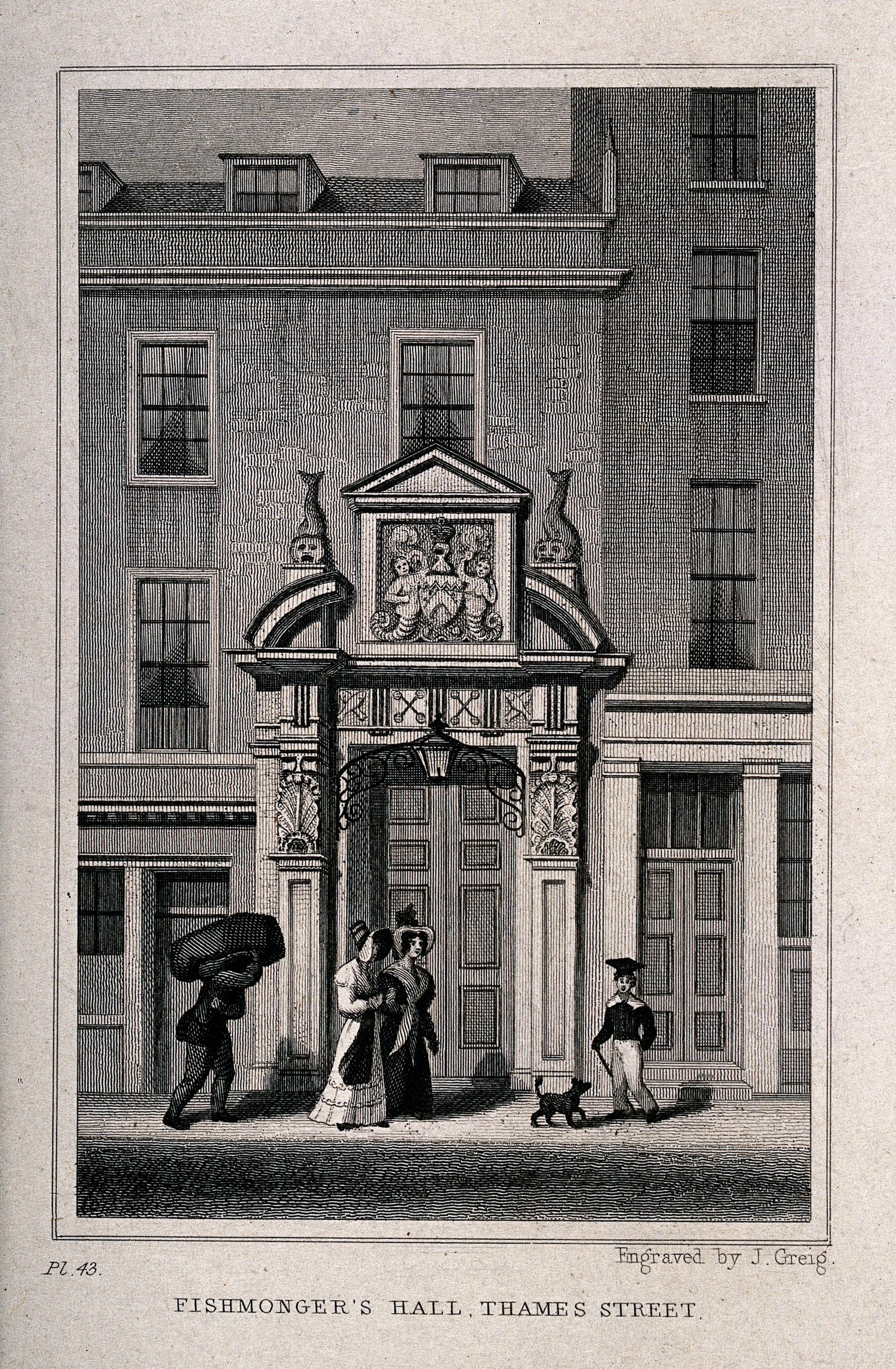
"Fishmongers 'Hall, Thames Street, Londres", vers 1830.

Fishmongers' Hall est un bâtiment classé au grade II * situé à London Bridge, dans la City de Londres. C'est le siège de la Worshipful Company of Fishmongers, l'une des sociétés de livraisons de la City de Londres. 

## Histoire
Le hall de la société à Londres est connu sous le nom de Fishmongers' Hall (parfois abrégé dans le langage courant en Fish Hall); sa première salle enregistrée a été construite en 1310. Une nouvelle salle, sur le site actuel, a été léguée à la Société en 1434. Avec 16 autres halls de Livery, celui-ci fut détruit lors du grand incendie de Londres en 1666 et un hall de remplacement conçu par l'architecte Edward Jerman fut inauguré en 1671. Cette salle de Jerman fut démolie pour faciliter la construction du nouveau pont de Londres en 1827. La salle suivante des poissonniers a été conçue par Henry Roberts (bien que son assistant, plus tard le célèbre Sir Gilbert Scott, ait dessiné les dessins) et construite en  1834   dans le style néoclassique. Après avoir subi de graves dommages pendant les bombardements du Blitz, la bâtisse a été restaurée et rouverte en 1951. 

## Description
Fishmongers' Hall renferme de nombreux trésors, notamment le poignard avec lequel le Lord Maire Walworth a tué Wat Tyler en 1381, le portrait de la reine Elizabeth II datant de 1955 et réalisé par Piero Annigoni  ainsi qu'une impressionnante collection d'argenterie des XVIIe et XVIIIe siècles, deux portraits de George Romney et des scènes de rivière peintes par Samuel Scott. Le hall est situé dans Bridge Ward sur London Bridge. 

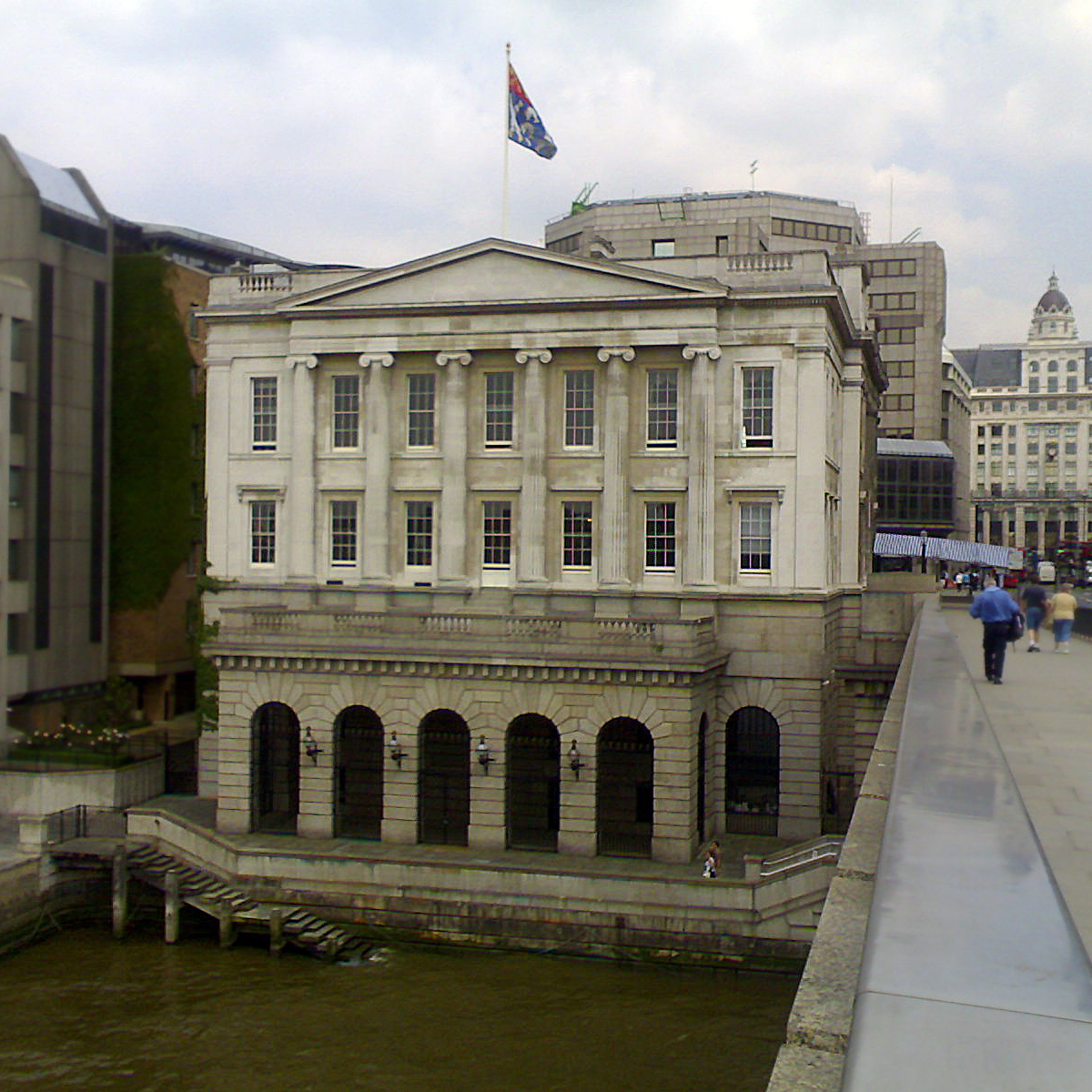
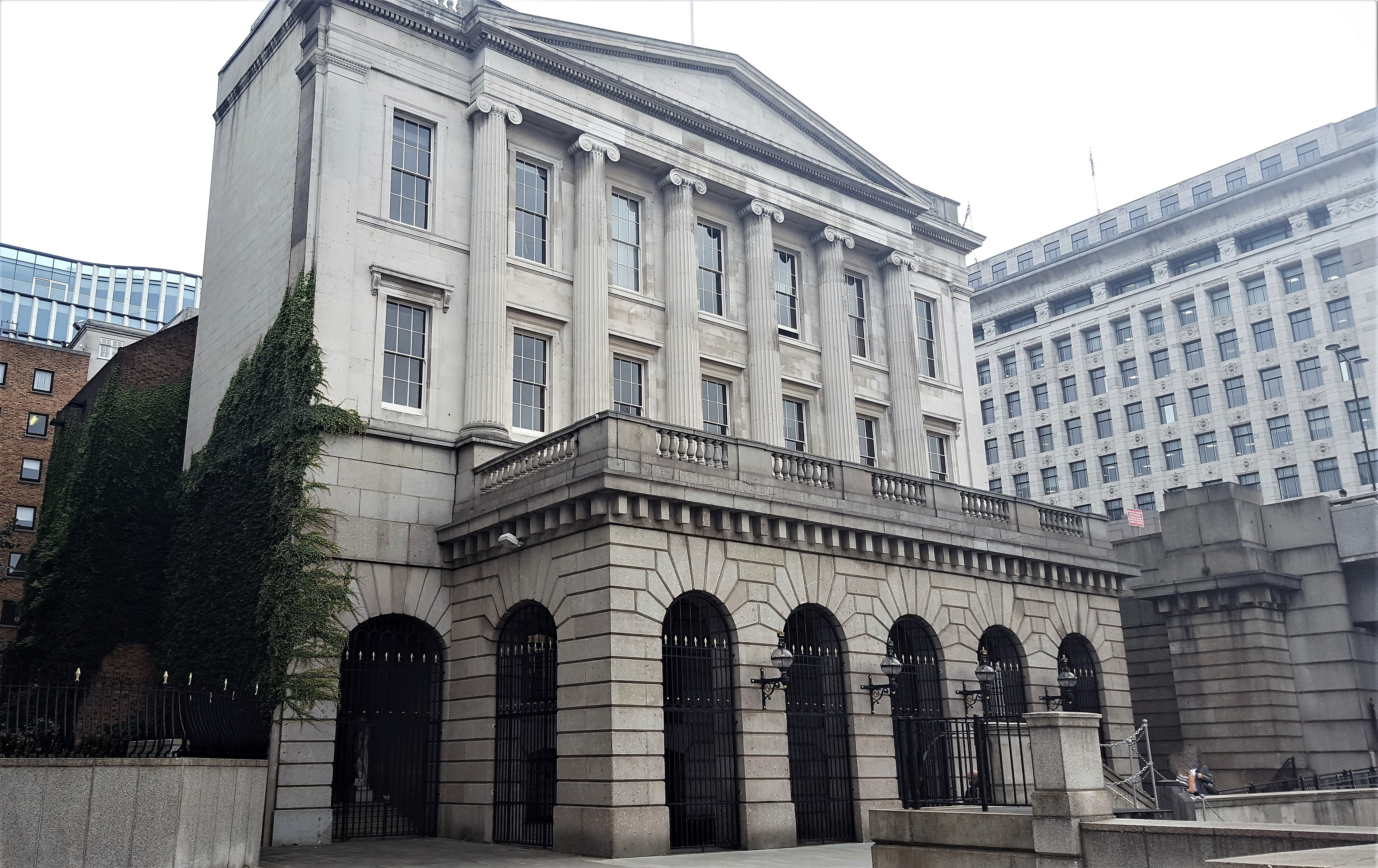
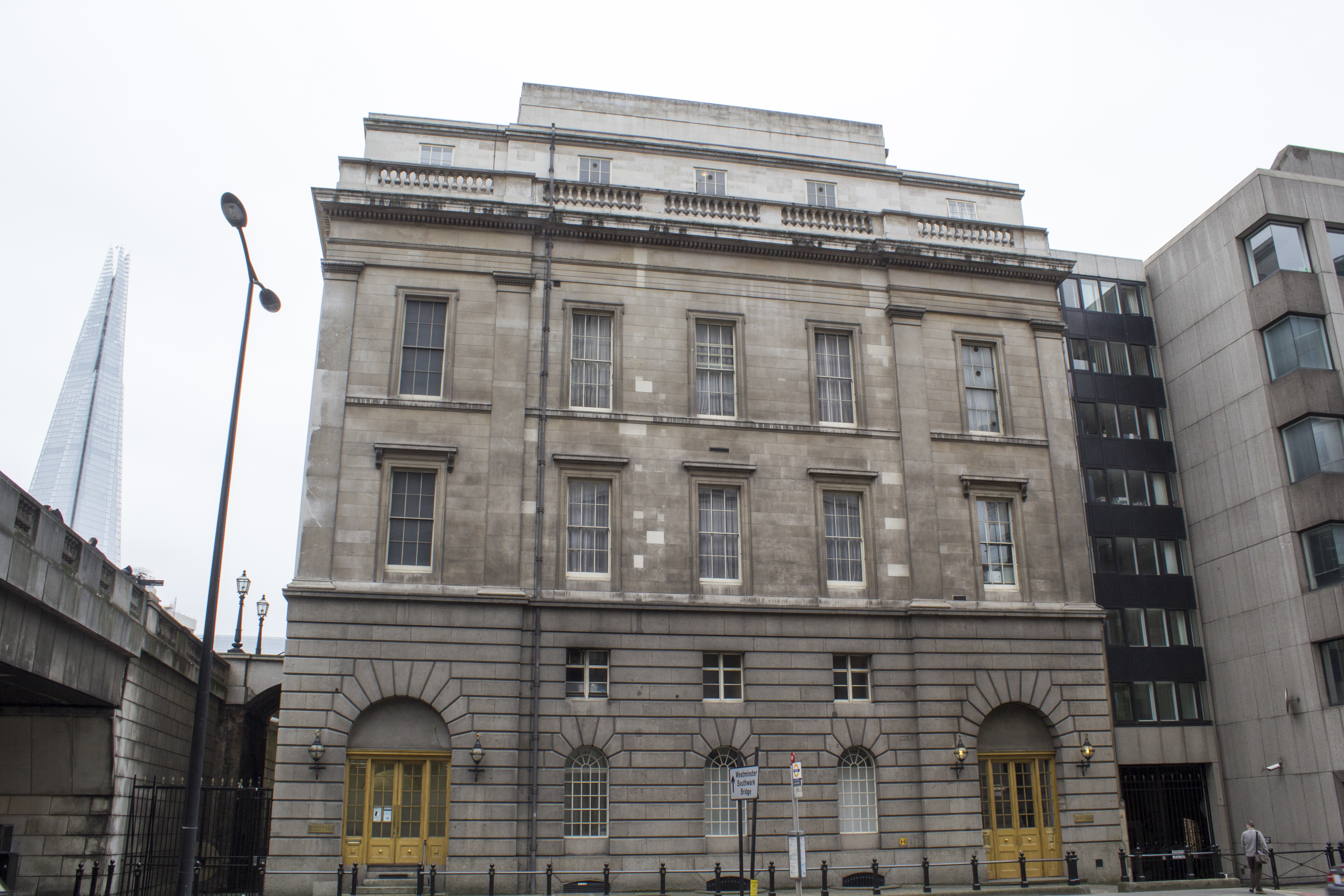
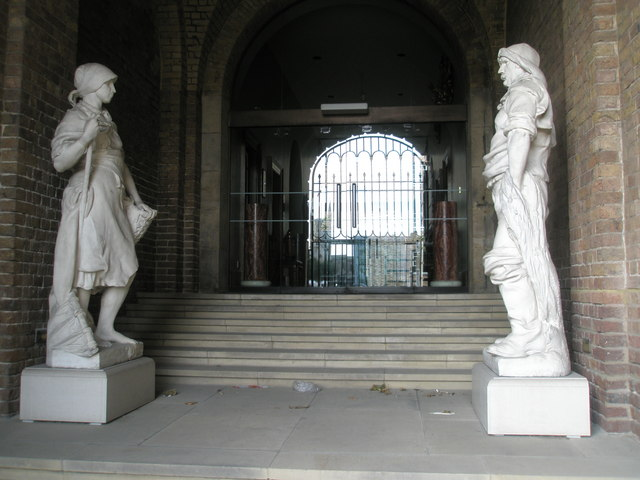